# Chimie computațională
Chimia computațională este o ramură a chimiei în care sunt folosite simulările pe computer (computația) pentru rezolvarea problemelor existente în chimie. Se folosește de metodele chimiei teoretice, care sunt incorporate în programe informatice eficiente, care ajută la determinarea structurilor și proprietăților compușilor chimici.